# 抗美援朝第四次战役
抗美援朝第四次战役是中国人民志愿军介入朝鲜战争后发生的第四次大规模战役。在聯合國軍反攻后，战线重新回到三八線。 
战役第一阶段是1月25日－2月16日，联合国军发动进攻。第二阶段是2月17日－4月21日，包括横城反击战。中国人民志愿军的攻势在砥平里战斗后几乎达到极限，开始边战边撤，1951年3月，联合国军发动“开膛手行动”攻势，收复漢城（今稱「首爾」），但战线也无力继续向北推进。

## 战前背景与部署
中朝联军设立三个集团（指挥所）：
- 韩（先楚）集团/韩指：位于西线
  - 第38军：军长梁兴初、政委刘西元
  - 第50军：军长曾泽生、政委徐文烈、第一副军长蔡正国。军部驻下溪里
  - 人民军第一军团：军长李权梧。攻占汉城后，军部进驻韩国财政部长官邸。韩指驻其后院。韩指机要科与一军团机要科合署办公。
- 邓（华）集团/金（雄）集团/邓指：位于东线
  - 第39军：军长吴信泉、政委徐斌洲
  - 第40军：军长温玉成
  - 第42军：军长吴瑞林、政委周彪
  - 第66军：军长萧新槐、政委王紫峰
  - 人民军第二军团：
  - 人民军第三军团：
  - 人民军第五军团：

## 战役经过
第三次戰役結束時，中國人民志願軍已经相当疲劳，亟待休整和补充，美國第8軍團司令馬修·李奇微根据以往的作战资料得出志願軍的攻勢，最長的延續時間是8天，志願軍物資運輸的手段接近原始的狀態，到了第8天随身携带的武器弹药和口粮用完，不撤也不行了。李奇微稱之为“禮拜攻勢”。
1951年1月15日，李奇微下令反攻，1月25日，“霹靂行動”開始。1951年2月1日，法美聯軍在雙子隧道戰役中戰勝了志願軍，1951年2月17日，志願軍從東線和西線开始全线撤退，同时进行坚决的阻击战，以迟滞联合国军的行动。在志願軍阻擊下，美軍平均每天的北進速度仅為數公里，志願軍撤退了100公里。志願軍原本落後的后勤運輸依舊困難，部隊彈藥缺乏和饑餓十分普遍，另外美軍以海陸空立體火力，在漢江南岸迫使志願軍王牌“萬歲軍”38軍在承受了极大伤亡后撤退，这也是唯一的一次。
西線美軍向漢城大舉進攻。美軍針對志願軍迂迴穿插的戰術，改採緊密靠攏，搶佔山頭，逐步前推的打法。西線的志願軍认为可能会陷入被動，1951年3月14日，志愿军放弃汉城。美國空軍實行地毯式轟炸。僅志願軍一個團的陣地就落下近十萬顆炸彈。美軍火炮由炮兵校正機指揮發射，命中率高。空中有幾百架飛機盤旋轟炸以封鎖志愿军的後方補給線。志愿军为了保护后勤线的畅通，付出了較大的伤亡。美軍坦克突入志願軍的後方縱深進行炮擊。
1951年2月11日晚，志愿军发起横城反击战，在志愿军牵制住了砥平里的联合国军的情况下，志愿军计划进攻横城西北的南朝鲜第八师，由此打开缺口，向原州的美军防线进击。志愿军取得胜利，志愿军第三十九军一一七师创造了朝鲜战争中一个师在一次战斗中歼敌最多、缴获最多的记录，歼灭敌人3,350名，击毁和缴获汽车和坦克200余辆、各种火炮100多门。志愿军通过横城反击战迫使南朝鲜第三、第五、第八师以及美军第二师一部和空降一八七团开始后撤，在一定程度上缓解了志愿军在整个战场上面临的压力。横城反击战后，东线联合国军出现了全线动摇的迹象，除砥平里的守军外开始不同程度的后退。
2月13日，志愿军发起砥平里战斗，是晚，中国人民志愿军由溫玉成將軍指揮第39、第40、第42軍五個師中的八個團約6,000人，向橫城以西砥平裡的一團聯合國軍發動猛攻，美軍第二師23團(弗里曼團)外加一個法國營一個炮兵營和一個坦克中隊，約4,500人以装备和火力优势压制志愿军的军事行动，志愿军8個團进攻屡遭挫败，蒙受較重伤亡，此战志愿军方面的伤亡竟是联合国军的两倍多，因失利放弃进攻撤出战斗而结束。
砥平里战斗后，为了避免志愿军陷入不利局面，彭德怀果断下令志愿军全线后撤。之后，美軍再發動「开膛手行动」攻勢。志願軍彈藥不足，炮損嚴重。美軍乘志愿军后撤之時，又空降部隊到志愿军後方，企图搶佔咽喉要道，攻佔重要高地，但由于志愿军的果断后撤，不仅目的没有达成，空降部队还受到志愿军和朝鮮人民軍的打击。志愿军节节阻击，在每一个高地与联合国军激战，对联合国军造成重大杀伤，同时有效迟滞了联合国军的前进，为志愿军的顺利撤退提供了保证。
4月20日，志愿军完成撤退，开始构筑工事，等待联合国军到来。联合国军在“三八线”附近也停止了前进，第四次战役结束。

## 后续
這次的戰役毛澤東体会到戰爭有長期化的可能，3月1日給約瑟夫·史達林的電報說：“從目前朝鮮戰場最近進行的戰役中可以看出，敵人不被大部消滅，是不會退出朝鮮的，而要大部消滅這些敵人，則需要時間，因此，朝鮮戰爭有長期化的可能，至少我應作兩年的准備。”3月13日，中國人民志願軍撤離汉城。4月11日，道格拉斯·麦克阿瑟被解職，由美軍第8軍團司令李奇微接任聯合國軍總司令。4月21日，第四次戰役結束，歷時87天。